# داريو جراندينيتي
داريو جراندينيتي (بالإسبانية: Darío Grandinetti)‏ هو ممثل أرجنتيني، ولد في 5 مارس 1959 في الأرجنتين.

## أعمال

### أفلام
- (2002) الحديث معها[5]
- (2014) حكايات برية

## وصلات خارجية
- داريو جراندينيتي على موقع IMDb (الإنجليزية)
- داريو جراندينيتي على موقع قاعدة بيانات الأفلام العربية
- داريو جراندينيتي على موقع ألو سيني (الفرنسية)
- داريو جراندينيتي على موقع أول موفي (الإنجليزية)
- داريو جراندينيتي على موقع قاعدة بيانات الأفلام السويدية (السويدية)
- داريو جراندينيتي على موقع قاعدة بيانات الفيلم (الإنجليزية)
- داريو جراندينيتي على موقع كينوبويسك (الروسية)